# نظرية التقديم الذاتي
أخذ عالم الاجتماع (إرفنغ غوفمان) فكرة المسرحية (كما تشاء) على محمل الجد من خلال تفسيره المسرحي لتفاعل البشر بينهم البعض، حيث شبة العالم كأنه مسرح كبير والبشر من الرجال والنساء مجرد ممثلين على خشبة المسرح لديهم مدخل للمسرحية من خلال (الولادة) ولديهم مخرج منها (الموت) وما يقوم به من أدوار خلال مرحلة حياتهم عبارة عن ادوارهم على خشبة المسرح، حيث يلعب البشر أدوار عديدة في زمنه.

## التقديم الذاتي
التقديم الذاتي يشير إلى كيفية محاولة الأشخاص تقديم أنفسهم للتحكم أو تشكيل كيفية رؤية الآخرين لهم، إنها تنطوي على التعبير عن النفس والتصرف بطرق تخلق انطباعًا مرغوبًا.
يعد التقديم الذاتي جزءًا من مجموعة أوسع من السلوكيات تسمى إدارة الانطباع، تشير إدارة الانطباع إلى العرض الخاضع للرقابة للمعلومات حول جميع أنواع الأشياء، بما في ذلك معلومات حول أشخاص أو أحداث أخرى.

## نظرية التقديم الذاتي (غوفمان)
هي عملية صادقة بشكل أساسي، حيث يحتاج الناس إلى تقديم الأجزاء التي يتطلبها الدور الاجتماعي الذي يلعبونه في موقف معين.
فإن العرض الذاتي هو عملية شفافة، حيث نحاول لعب الدور المطلوب منا ونحن على ثقة من أن الآخرين يفعلون نفس الشيء.

## استراتيجيات التقديم الذاتي
يمكن استخدام استراتيجيات تقديم الذات لخلق عواطف مختلفة لدى أشخاص آخرين، ومن المتوقع أن تخلق كل واحدة منها مشاعر ناتجة في الشخص الآخر:
1- الهدف من الانجذاب هو خلق الإعجاب باستخدام الإطراء أو السحر.
2- الهدف من التخويف هو خلق الخوف من خلال إظهار أنك يمكن أن تكون عدوانيًا.
3- الهدف من التمثيل هو خلق الذنب من خلال إظهار أنك شخص أفضل من الآخر.
4- الهدف من الدعاء هو خلق الشفقة من خلال الإشارة للآخرين أنك عاجز ومحتاج.
5- الهدف من الترويج الذاتي هو خلق الاحترام من خلال إقناع الآخرين بأنك مؤهل.

## أهداف التقديم الذاتي
التقديم الذاتي موجه بطبيعته نحو الهدف، وهي تقديم الافراد أنفسهم بطريقة ما بهدف كسب علاقات شخصية أو اكتساب الاحترام أو السلطة أو الإعجاب أو مكسب اجتماعي، الافراد يتركون انطباعات معينة على الآخرين للحفاظ على إحساسهم بمن هم أو بمفهومهم الذاتي.
يتم توجيه الكثير من العرض التقديم الذاتي لتحقيق واحدة من صورتين:
1- أنهم محبوبين: مثل الآخرين الذين لهم محبوبين ومثيرين للاهتمام، وبالتالي تتمحور نسبة كبيرة من العرض التقديمي الذاتي حول تطوير المظهر وتعزيزه ونقل والتأكيد على الخصائص التي يرغب الآخرون في الاستمتاع بها والإعجاب بها والتمتع بها.
2- أنهم مؤهلين: الذين هم ماهرون وقادرون وبالتالي فانهم يتمحورون حول نقل صورة الكفاءة. ومع ذلك فإن العرض الذاتي لا يتعلق بتقديم الصور المرغوبة بقدر ما يتعلق بتقديم الصور المرغوبة.

## أنواع التقديم الذاتي

### ١- النوع الطبيعي
يمتلكها كل شخص دون استثناء منذ اللحظة التي ولد فيها حيث تبدأ صورته في التبلور، ويتحدث بشكل طبيعي لأنه لا يمكن التحكم في هذه العملية وتغييرها، وهو ما يمثل ناقصًا كبيرًا لهذا النوع من التقديم الذاتي.

### ٢- النوع الصناعي
لا يمكن القيام بنوع مصطنع من تقديم الذات إلا عندما يتعلم الشخص أن يقدم نفسه بشكل صحيح من أجل أن ينظر في ضوء ملائم وأن يكون الشخص قد طور بنية أصلية للنص وعملية التواصل مع الناس ويقدم لهم صورة معينة تحقق له هذه الغاية.

## عناصر الإطار الدامي في التقديم الذاتي
يستخدم غوفمان مصطلح (الاداء) للإشارة إلى كل نشاط الفرد أمام مجموعة معينة من المراقبين أو الجمهور ومن خلال هذا الاداء يعطي الفرد أو الممثل معنى لأنفسهم وللآخرين ولحالهم وتقدم هذه العروض انطباعات للآخرين، والتي تنقل المعلومات التي تؤكد هوية الفاعل من خلال عناصر معينه وهي:

### الضبط
يتضمن الإعداد للاداء المشهد والمكان الذي يحدث فيه التفاعل وسيكون للإعدادات المختلفة جمهور مختلف وبالتالي ستتطلب من الممثل تغيير أدائه لكل إعداد.

### المظهر الخارجي
وظائف المظهر لتصوير للجمهور الأوضاع الاجتماعية في الاداء، لان المظهر يعطي انطباع عن الحالة أو الدور الاجتماعي المؤقت للفرد.

### الطريقة
هي الطريقة التي يلعب بها الفرد دوره والكيفية التي يؤديها أو السعي إلى القيام بدور (على سبيل المثال، المهيمنة، العدوانية، المستقبلة، إلخ).

### الواجهة
هي جزء من أداء الفرد الذي يعمل على تحديد الموقف للجمهور فهي الصورة أو الانطباع الذي يقدمه للجمهور، ويمكن اعتبارها الواجهة الاجتماعية، فالواجهة كبرنامج نصي، وتميل بعض النصوص الاجتماعية فالمواقف أو السيناريوهات لها نصوص اجتماعية تقترح كيف يجب أن يتصرف الفاعل أو يتفاعل في هذا الموقف إذا تولى الفرد مهمة أو دور جديد بالنسبة له، فقد يجد أن هناك بالفعل عدة جبهات راسخة يجب أن يختار من بينها .

## مناطق التقديم الذاتي لغوفمان
هناك ثلاث مناطق كل منها له تأثيرات مختلفة على أداء الفرد:
1- المرحلة الأمامية (امام الكواليس)
2- المرحلة الخلفية (خلف الكواليس)
3- خارج المرحلة (خارج الكواليس)

### المرحلة الأمامية (امام الكواليس)
هي المرحلة الأولى هي المكان الذي يقوم فيه الممثل بشكل رسمي لاداء وتأييد الاتفاقيات التي لها معنى خاص للجمهور، يعرف الممثل أنه هو أو هي قيد المراقبة ويعمل وفقا لذلك.

### المرحلة الخلفية (خلف الكواليس)
وتعتبر المرحلة الثانية وهي مرحلة خلف الكواليس، قد يتصرف الممثل بشكل مختلف عن عندما يكون أمام الجمهور في المرحلة الأمامية، هذا هو المكان الذي يحصل فيه الفرد بالفعل على نفسه ويتخلص من الأدوار التي تلعبها عندما تكون أمام أشخاص آخرين.

### خارج المرحلة (خارج الكواليس)
وتعتبر المرحلة الثالثة المنطقة حيث يلتقي اللاعبون الفرديون مع أعضاء الجمهور بشكل مستقل عن أداء الفريق في المرحلة الأمامية، قد يتم تقديم عروض محددة عندما يتم تقسيم الجمهور على هذا النحو.

## طرق التقديم الذاتي
الافراد يقدمون أنفسهم بطرق متنوعة ومنها:
1- أن الأشخاص يقدمون أنفسهم في ما يقولون، ويمكن أن تكون هذه الكلمات اللفظية ادعاءات مباشرة لصورة معينة.
2- يقدم الأشخاص أنفسهم بشكل غير شفهي في مظهرهم الجسدي ولغة جسدهم وسلوكهم الآخر، يمكن أن ينقل الابتسام والتواصل البصري وإيماءات الاتفاق الكثير من المعلومات.
3- يقدم الأشخاص أنفسهم من خلال ما يقتنونه من أشياء مثل (سيارة باهظة الثمن، أو ركوب الطائرات الخاصة، امتلاك منزل كبير .... الخ ) بحيث  ينقل صورة عن الثروة.

## جوانب من نظرية (غوفمان) لتقديم الذاتي
1- غوفمان وصف الأطفال بغير أشخاص أو (لا افراد) لأنهم لا يهتمون بردة الفعل الجمهور ولا يؤدي أدوار.
2- يعتقد غوفمان أيضا أن جميع المشاركين في التفاعلات الاجتماعية يشاركون في ممارسات لتجنب الإحراج، فمها تعريف الاحراج لدى غوفمان؟
الإحراج: أنك لا تستطيع أداء الدور الذي أنت تأدية بالطريقة الصحيحة، وعاده الممثلين الذي هم معك يقومون بمساعدتك بشكل مقصود أو غير مقصود.
3- أحيانا بيكون الشخص مع نفسه في الكواليس، هنا هو الممثل والجمهور لنفسه وفي هذه الحالة بيكون الدور الذي يقوم به بما اسماه اغتراب مع الذات، لأنه يؤدي لجمهور يتخيله غير موجود أصلا.
4- الأقنعة التي يلبسها الشخص يمكن يكون النفس أو الشخصية التي يسعى لها.
5- الصوت وتعابير الوجه هي الي تختبر أداء الممثل بمعنى انها اللي تكشف صدقك الحقيقي.

## المرجع
1. ↑  ERVING, ERVING; GOFFMAN (1990). The Presentation of Self in Everyday Life (بالإنجليزية). UK: Penguin Books، Limited. ISBN:978-0-14-013571-8.